# De la historieta y su uso, 1873-2000
De la historieta y su uso 1873-2000 es una obra enciclopédica dedicada a la Historieta en España, en coedición de Fundación Germán Sánchez Ruipérez y Ediciones Sinsentido en 2000, cuyo autor fue Jesús Cuadrado. Forma parte del ya iniciado Atlas español de la cultura popular.

## Características
Su corpus está compuesto por siete mil entradas, resueltas en 1380 páginas y agrupadas en dos tomos en rústica (18,5 × 24 cm) Contiene entradas para autores y teóricos, editoriales, publicaciones y personajes. Bajo la cooordinación global de Karim Taylhardat, el diseño fue realizado por Alfonso Meléndez, y las cubiertas y capitulares fueron creadas por el autor valenciano Micharmut.

## Trayectoria
De la historieta y su uso 1873-2000 es una refundición, actualizada y significativamente ampliada, del Diccionario de uso de la Historieta española. 1873-1996 (Compañía Literaria, 1997), que contaba con unas cinco mil entradas y menos imágenes. Para esta primera obra, había intentado contar con alguna ayuda o beca del Departamento de Apoyo a Proyectos e Ideas Culturales, perteneciente al Ministerio de Cultura, pero su directora le habría espetado que no había nada previsto para diccionarios "y, ni mucho menos, para cómics".